# Millettia macrophylla
Millettia macrophylla är en ärtväxtart som beskrevs av George Bentham. Millettia macrophylla ingår i släktet Millettia och familjen ärtväxter. IUCN kategoriserar arten globalt som sårbar. Inga underarter finns listade i Catalogue of Life.